# Нью-Голстайн (Вісконсин)
Нью-Голстайн (англ. New Holstein) — місто (англ. city) в США, в окрузі Калумет штату Вісконсин. Населення — 3195 осіб (2020).

## Географія
Нью-Голстайн розташований за координатами 43°56′57″ пн. ш. 88°5′42″ зх. д. / 43.94917° пн. ш. 88.09500° зх. д. (43.949222, -88.094880).  За даними Бюро перепису населення США в 2010 році місто мало площу 6,49 км², з яких 6,48 км² — суходіл та 0,01 км² — водойми.

## Демографія
Згідно з переписом 2010 року, у місті мешкало 3236 осіб у 1394 домогосподарствах у складі 887 родин. Густота населення становила 499 осіб/км².  Було 1520 помешкань (234/км²).
Расовий склад населення:
| - 96,4 % — білих - 0,6 % — азіатів - 0,5 % — корінних американців - 0,2 % — чорних або афроамериканців - 1,5 % — осіб інших рас |

До двох чи більше рас належало 0,8 %. Частка іспаномовних становила 3,2 % від усіх жителів.
За віковим діапазоном населення розподілялося таким чином: 20,5 % — особи молодші 18 років, 57,2 % — особи у віці 18—64 років, 22,3 % — особи у віці 65 років та старші. Медіана віку мешканця становила 44,7 року. На 100 осіб жіночої статі у місті припадало 100,0 чоловіків;  на 100 жінок у віці від 18 років та старших — 96,0 чоловіків також старших 18 років.
Середній дохід на одне домашнє господарство  становив 54 986 доларів США (медіана — 48 827), а середній дохід на одну сім'ю — 64 252 долари (медіана — 59 679). Медіана доходів становила 50 086 доларів для чоловіків та 27 639 доларів для жінок. За межею бідності перебувало 12,8 % осіб, у тому числі 23,6 % дітей у віці до 18 років та 10,7 % осіб у віці 65 років та старших.
Цивільне працевлаштоване населення становило 1503 особи. Основні галузі зайнятості: виробництво — 24,2 %, освіта, охорона здоров'я та соціальна допомога — 20,4 %, роздрібна торгівля — 18,2 %.